# Андреј Штјастни
Андреј Штјастни (слч. Andrej Šťastný — Повашка Бистрица, 24. јануар 1991) професионални је словачки хокејаш на леду који игра на позицији центра.
Члан је сениорске репрезентације Словачке за коју је на међународној сцени дебитовао на светском првенству 2014. године.